# Monahans (Texas)
Monahans es una ciudad ubicada en el condado de Ward en el estado estadounidense de Texas. En el Censo de 2010 tenía una población de 6.953 habitantes y una densidad poblacional de 94,56 personas por km².

## Geografía

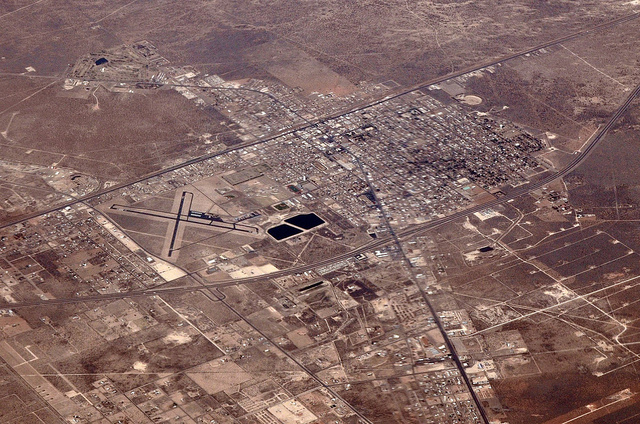
Vista aérea de la ciudad de Monahans

Monahans se encuentra ubicada en las coordenadas 31°40′19″N 103°4′59″O / 31.67194, -103.08306. Según la Oficina del Censo de los Estados Unidos, Monahans tiene una superficie total de 73.53 km², de la cual 73.5 km² corresponden a tierra firme y (0.04%) 0.03 km² es agua.

## Demografía
Según el censo de 2010, había 6.953 personas residiendo en Monahans. La densidad de población era de 94,56 hab./km². De los 6.953 habitantes, Monahans estaba compuesto por el 75.09% blancos, el 6.5% eran afroamericanos, el 0.91% eran amerindios, el 0.36% eran asiáticos, el 0.01% eran isleños del Pacífico, el 14.02% eran de otras razas y el 3.11% pertenecían a dos o más razas. Del total de la población el 51.04% eran hispanos o latinos de cualquier raza.

## Educación
El Distrito Escolar Independiente de Monahans-Wickett-Pyote getiona escuelas públicas.